# Officine Precisione e Stampaggio
Officine Precisione e Stampaggio war ein italienischer Hersteller von Automobilen.

## Unternehmensgeschichte
Giuseppe Milanaccio gründete 1946 in Turin das Unternehmen zur Produktion von Automobilen. Der Markenname lautete OPES. 1950 endete die Produktion.

## Fahrzeuge
Das erste Modell Ninfea 700 war ein Kleinwagen mit Frontantrieb. Die selbsttragende Karosserie in Pontonform bestand aus Aluminium, war 372 cm lang und bot vier Personen Platz. Für den Antrieb sorgte ein Dreizylinder-Sternmotor mit 702 cm³ Hubraum und 18 PS Leistung. Die bauartbedingte Höchstgeschwindigkeit war mit 85 km/h angegeben.
Im April 1948 folgte das überarbeitete Modell Ninfea 800. Ein Vierzylinder-Viertaktmotor mit 784 cm³ Hubraum und 25 PS trieb das Fahrzeug auf maximal 95 km/h. Das Vierganggetriebe wurde über eine Lenkradschaltung betätigt. Die Karosserie bestand aus Stahl.